# Đàn lia

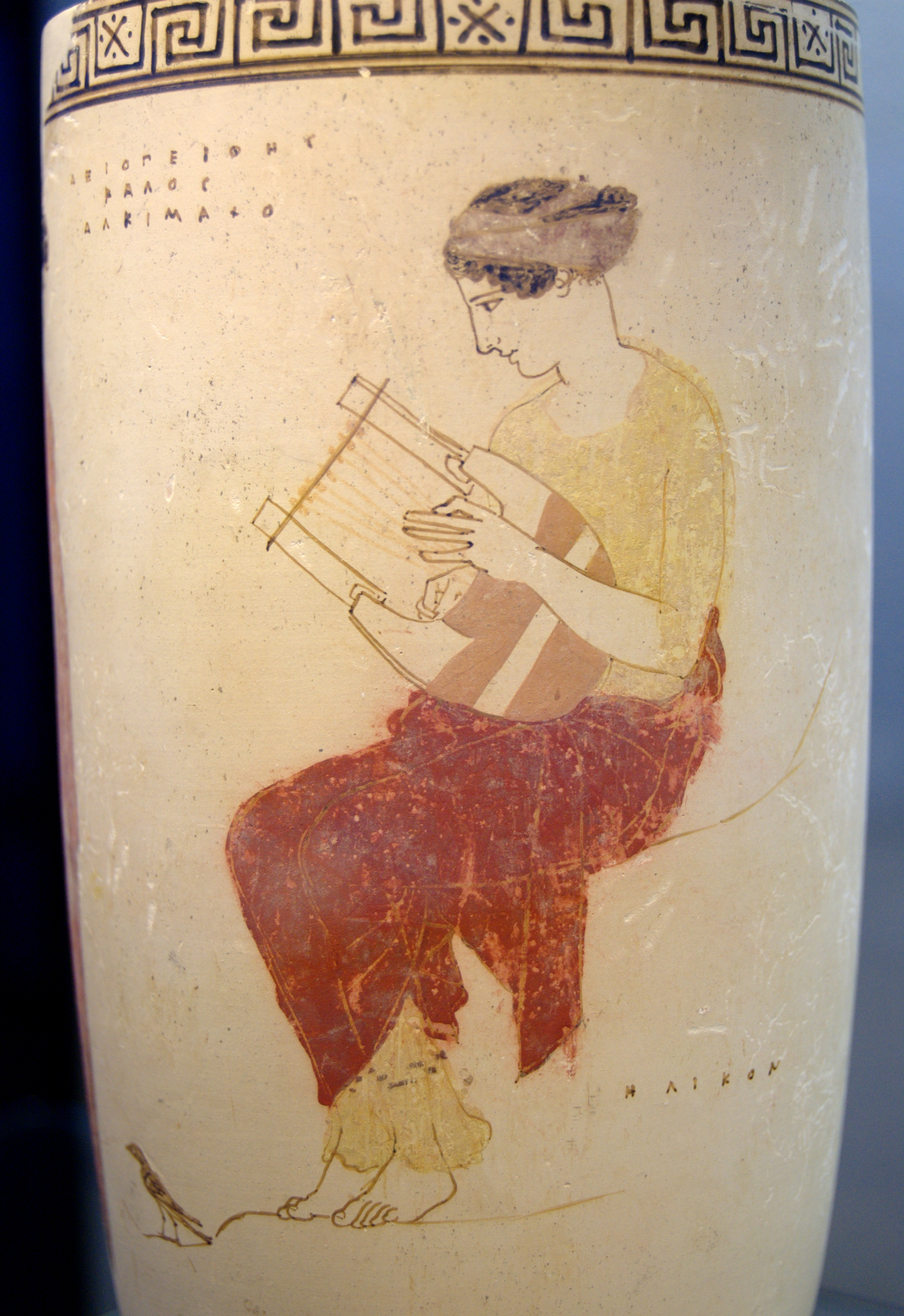
Chiếc bình của người Hy Lạp với hình người phụ nữ đang chơi đàn Lia

Đàn Lia hay Đàn lyr, (tiếng Anh: Lyre; tiếng Hy Lạp: λύρα, lýra) là một nhạc cụ nổi tiếng thuộc bộ dây, được sử dụng phổ biến thời Hy Lạp cổ đại và các thời kì sau đó. Đàn Lia thoạt nhìn trông giống với đàn Hạc, nhưng nó có những điểm khác biệt rõ rệt. Cái tên "Lyre" là một từ trong tiếng Latin xuất phát trong tiếng Hy Lạp cổ, có nghĩa là "nhạc sĩ". Nhiều loại đàn Lia khác nhau đã được các nhà khảo cổ học khai quật ở Iraq, tức thuộc thời kì mở rộng của lưu vực sông Lưỡng Hà khoảng 2500 trước Công nguyên. Hình ảnh của một cây đàn Lia cổ với bảy dây được điêu khắc trên các quan tài ở lăng mộ Hagia Triada (Minoan ở Hy Lạp) đã được tìm thấy. Những chiếc quan tài này đã được sử dụng trong suốt thời kỳ Mycenaean Crete (khoảng 1400 trước công nguyên). Theo các lễ nghi của người Hy Lạp cổ đại, đàn Lia được chơi trong các buổi trì tụng.

## Thần thoại

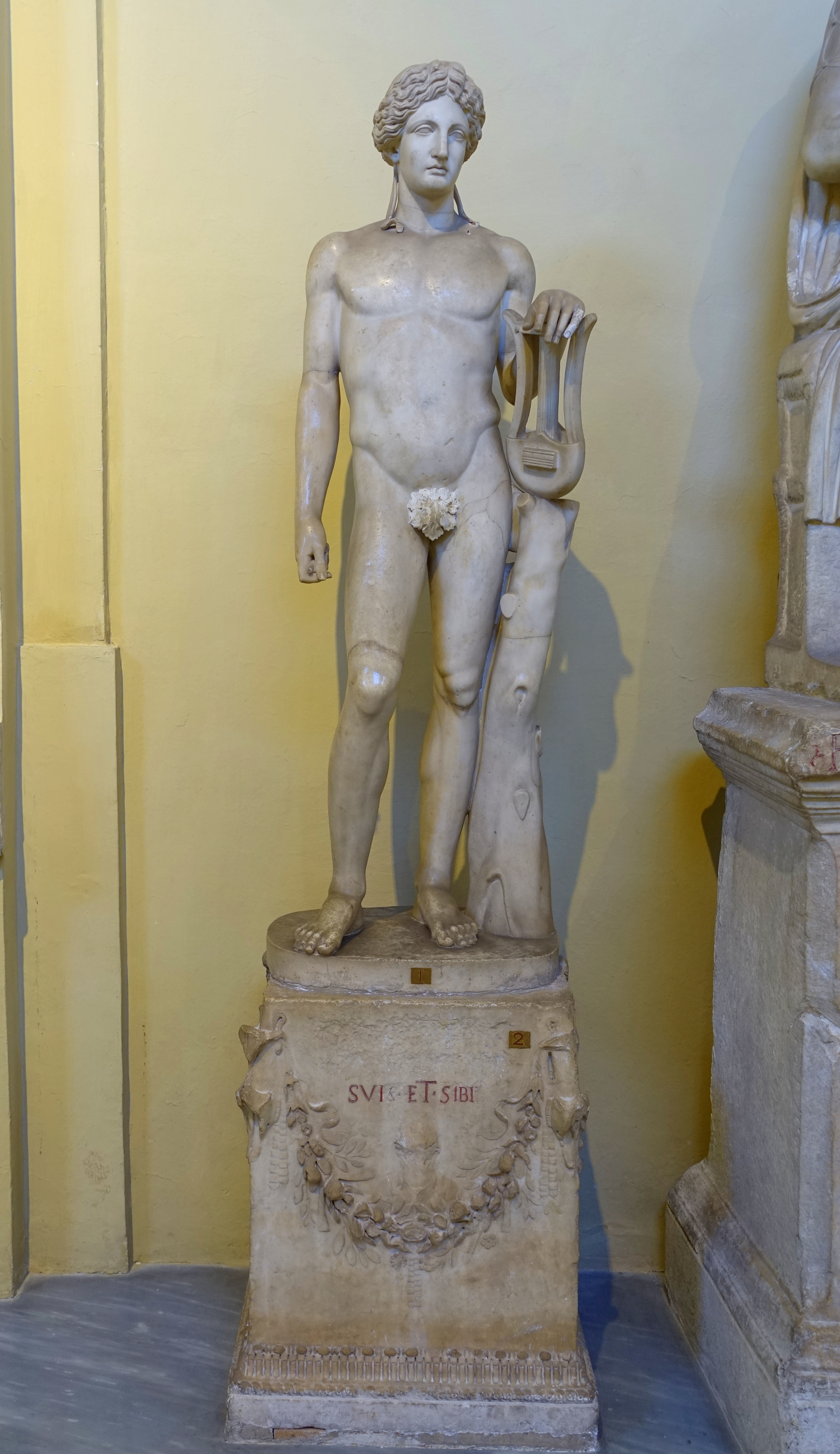
Thần Hermes ?

Theo thần thoại Hy Lạp thì đàn Lia được thần Hermes chế tạo ra đầu tiên.
Thần Hermes là vị thần khôn ngoan, hay ăn cắp vặt. Khi vừa sinh ra thần đã tỏ rõ sự ranh mãnh của mình, thần trốn khỏi nôi rồi đi chu du thiên hạ thấy đàn bò vàng của thần Apollo quá đẹp nên thần đã ăn cắp chúng, bằng cách kéo ngược đuôi bò vào trong hang nên thần Apollo tưởng ngầm là đàn bò đã đi ra khỏi hang nên không vào hang tìm mà bay đi chỗ khác. Quá vui mừng vì đã lừa được vị thần ánh sáng nên thần Hermes đã mổ 1 con nướng để ăn mừng. Trong lúc ăn có 1 con rùa bò ngang qua, trông thấy nó thần liền nảy ra 1 ý nghĩ. Thần lấy mai con rùa rồi kéo căng ruột con bò tạo ra 1 vật dụng chưa từng có trên đời rồi chàng gảy nên những âm thanh du dương mới lạ.
Thần Apollo mất bò tìm mãi không ra bèn hỏi thần Mặt trời, thần mặt trời nói rõ chuyện. Tức giận thần Apollo đến đòi thần Hermes bò nhưng khi thấy cây đàn Lia thì thần Apollo bị cuốn hút nên đã gạ thần Hermes đổi những con bò lấy cây đàn và thần Hermes đã đồng ý.